# Adler Sándor (orvos)
Adler Sándor (Budapest, 1897. október 24. – Budapest, 1950. április 28.) sebészorvos, Adler Illés főrabbi fia.

## Élete
Adler Illés (1868–1924) és Krammer Janka (Hani) gyermekeként született zsidó családban. Tanulmányait a pécsi Erzsébet Tudományegyetemen végezte, ahol 1923-ban szerezte meg orvosi oklevelét. 1921 és 1924 között a Szent Rókus Kórház sebészeként dolgozott. 1924 és 1932 között a Szent Margit Kórház sebésze, 1932-től a Pesti Izraelita Hitközség Szabolcs utcai Kórházának rendelői sebész főorvosa, 1945-től osztályvezető főorvosa volt. Kezdetben a lábszárfekély és a visszértágulás sebészeti kezelésével foglalkozott, majd a sympathectomia és a vagotomia kérdései kerültek érdeklődése középpontjába. Később az urológiai sebészet kísérletes és gyakorlati műtéti megoldásai terén szerzett kimagasló érdemeket. A magyarországi nefrológia egyik megalapítója, nemzetközileg is jelentősek a vesesebészet terén elért eredményei.
Házastársa Kellner Margit (1905–1998) volt, Kellner Adolf és Rosenberg Franciska lánya, akit 1930. március 21-én Budapesten, a Terézvárosban vett nőül.
A Kozma utcai izraelita temetőben nyugszik.

## Főbb művei
- Vesekörüli tályogokról (Urológiai Szemle, 1930, 3-4. szám)
- Polyposis intestini (Gyógyászat, 1931)
- A Cholecycstectonia utáni drainezésről (Gyógyászat, 1931)
- Neues Verfahren zur Verhinderung der Rezidive bei Bruchoperationen (Zentralblatt für Chirurgie, 1931)
- Eine seltene Fraktur der ersten Rippe durch Muskelzug (Zentralblatt für Chrirurgie, 1932)
- Über ein Verfahren zur Verhütung der Bauchwandeiterung (Zentralblatt für Chrirurgie, 1932)
- A gonorrheás ízületi gyulladás saját vizelettel (Gyógyászat, 1933)
- Die Heilbarkeit des durch Leberruptur entstandenen schweren Nierenleidens in Tierexperimenten (Zentralblatt für Chirugie, 1937, no. 3., magyarul: Gyógyászat, 1937)
- Végtagüszkösödés gyógyítása chemosympathoctomiával (Gyógyászat, 1934)
- Die Heilbarkeit des durch Leberruptur entstandenen schweren Nierenleidens in Tierexperimenten (Zentralblatt für Chrirugie, 1937)
- Über einen Fall von seiten grosser Gynäkomastie. Plastische Operation. (Zentralblatt für Chrirurgie, 1937)
- A visszértágulat és kísérőtüneteinek radicalis gyógyítása ambulanter combinált műtéttel (Gyógyászat, 1938).